# توني هوليداي
توني هوليداي (بالألمانية: Tony Holiday)‏ هو مغني وكاتب أغاني وشاعر ألماني، ولد في 24 فبراير 1951 في هامبورغ في ألمانيا، وتوفي بنفس المكان في 14 فبراير 1990.

## وصلات خارجية
- توني هوليداي على موقع IMDb (الإنجليزية)
- توني هوليداي على موقع ميوزك برينز (الإنجليزية)
- توني هوليداي على موقع ميوزك برينز (الإنجليزية)
- توني هوليداي على موقع ديسكوغز (الإنجليزية)